# Hidžáb

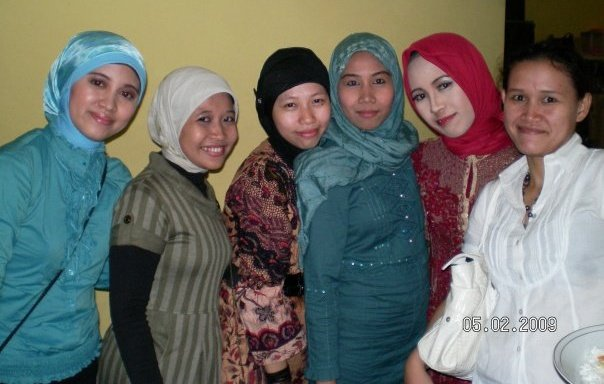
Hidžáb v Indonésii

Hidžáb (arabsky حجاب‎) doslova znamená clona, závěs, avšak v dnešní době je toto slovo používáno hlavně pro muslimský šátek, kterým si žena zahaluje vlasy, krk a poprsí.

Zahalování se hidžábem je stanoveno právní vědou.[zdroj?] Jako důvod bývá nejčastěji uvedena ochrana ženy před muži, kteří díky tomu, že ji vidí zahalenou, potlačí snáze svůj chtíč,[zdroj?] a proto jednají se ženou jako s osobností.[zdroj?]

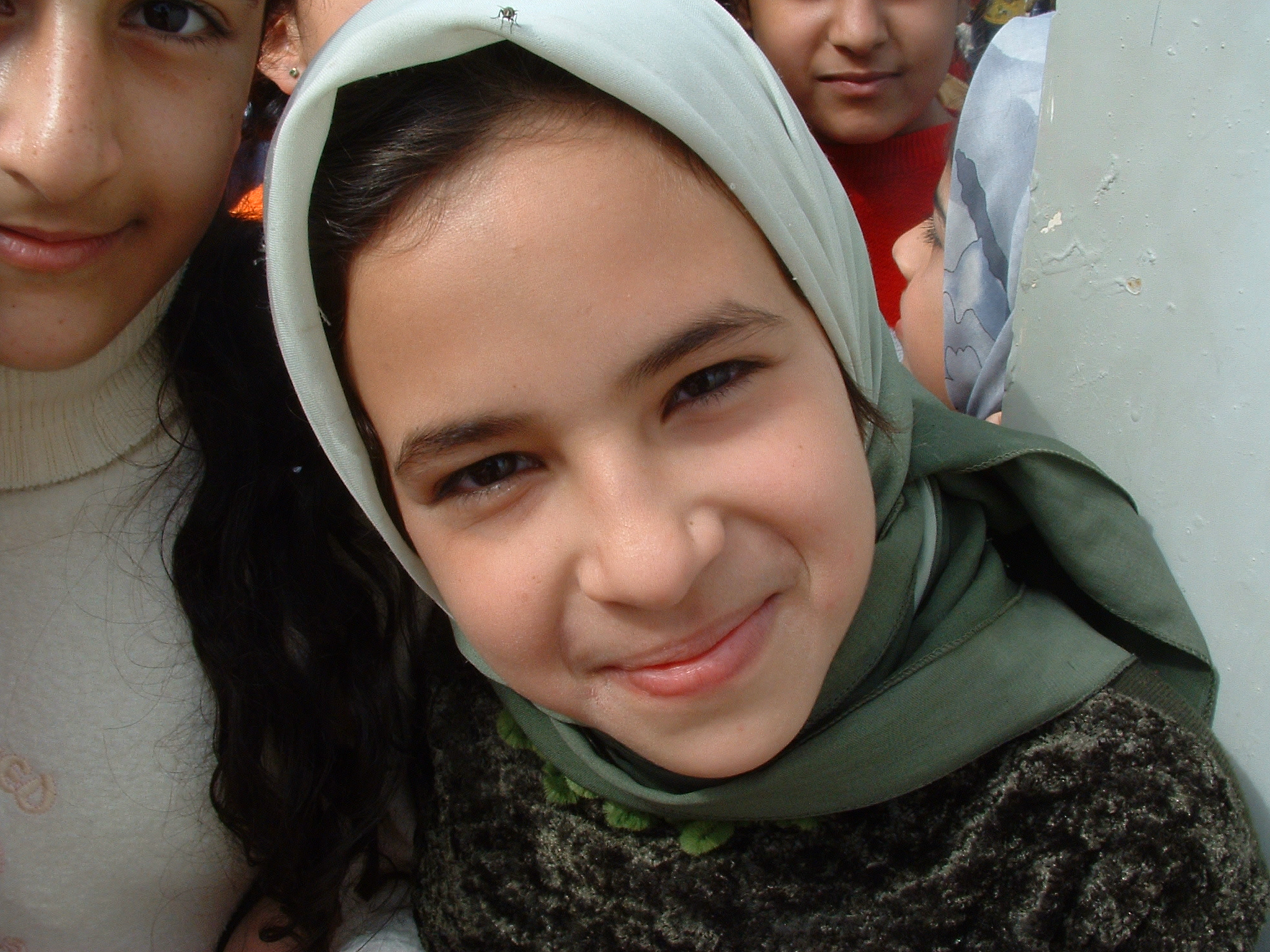
Irácká dívka s hidžábem

Povinnost nosit jej není všude stejná. V různých lokalitách se liší – někde je to vyžadováno a jinde není; je např. běžné v mešitách (a v dalších islámských zařízeních), že je hidžáb po ženách vyžadován. Povinně jej pak ženy musejí nosit v Íránu a Afghánistánu (pokud jej nemají nasazen, hrozí jim trest od náboženské policie). Zde je běžnou součástí i uniforem, např. policejních, či školních.

## Hidžáb v Koránu
Samotné slovo hidžáb není v Koránu ve smyslu oděvu uvedeno. V koránu se vyskytuje v súře 33 (Spojenci) v 53. verši:
...Když žádáte manželky prorokovy o nějaký předmět, žádejte o to přes závěs, to bude čistší pro srdce vaše i srdce jejich... Slovo hidžáb je v tomto verši do češtiny přeloženo jako závěs.
Pokud Korán zmiňuje zahalení ženy, většinou používá slovo chimár nebo džilbáb. V Koránu je zmínka o tom, že by se ženy měly zahalovat na několika místech. Např.:
A řekni věřícím ženám, aby cudně klopily zrak a střežily svá pohlaví a nedávaly na odiv své ozdoby kromě těch, jež jsou viditelné. A nechť spustí závoje (chimár) své na ňadra svá. A nechť ukazují své ozdoby jedině svým manželům nebo otcům nebo tchánům nebo synům nebo synům svých manželů nebo bratřím nebo synům svých bratří či sester anebo jejich ženám anebo těm, jimž vládne jejich pravice, nebo služebníkům, kteří nemají chtíče, anebo chlapcům, kteří nemají pojem o nahotě žen. A nechť nedupou nohama, aby lidé postřehli ozdoby, které skrývají. A konejte všichni pokání před Bohem, ó věřící, snad budete blažení!
súra 24 (Světlo), verš 31
Proroku, řekni manželkám svým, dcerám svým i věřícím ženám, aby přitahovaly k sobě své závoje (džilbáb)! A toto bude nejvhodnější k tomu, aby byly poznány a nebyly uráženy. A Bůh je odpouštějící, slitovný.
súra 33 (Spojenci), verš 59